# نهر الين
نهر الين

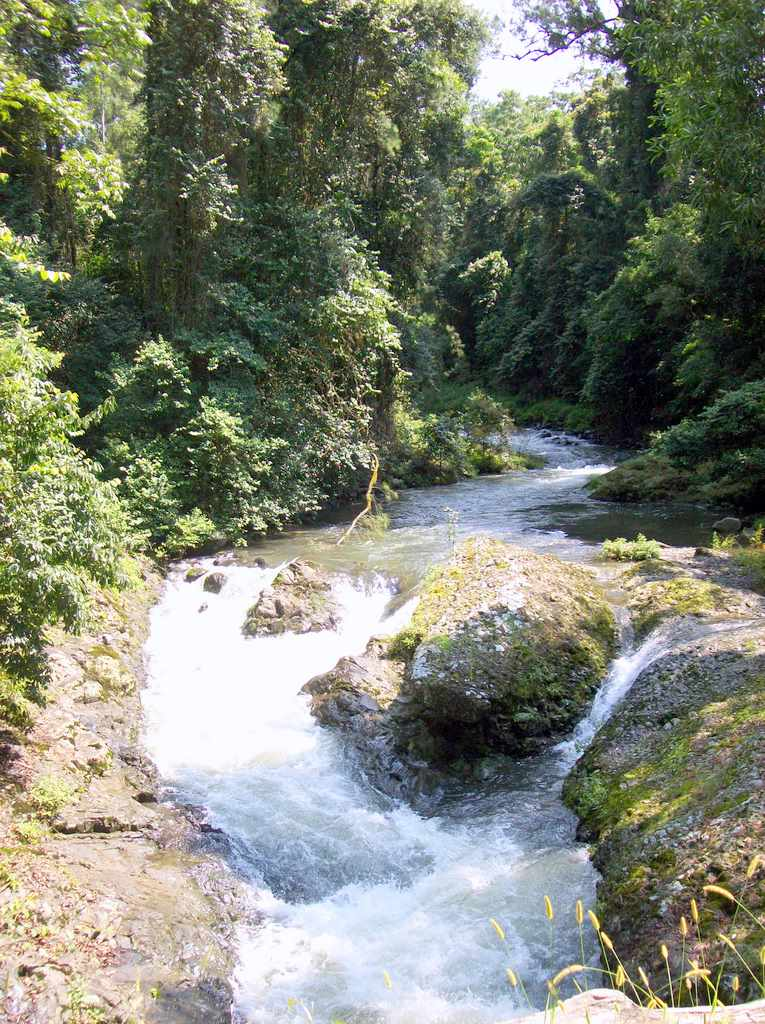
نهر الين محاط بالغابات الاستوائيةالمطيرة

نهر الين بالإنجليزية (Allyn River): هو نهر داخل منطقة Dungog Shire في منطقة هنتر Hunter من ولاية نيوساوث ويلز، أستراليا, وهو أحد روافد نهر هنتر الذي يصب في بحر تسمان في نيوكاسل Newcastle, النهر ينبع من بلايز بارينغتون Barrington Tops وهي مصنفة كمنطقة تراث عالمي، ومنطقة وادي النهر تعتبر أراضي تقليدية لعشيرة Gringai clan of the Wonnarua مجموعة من السكان الأصليين، طول النهر 60 كم.
مترجم من Allyn River